# Campo de la Verdad-Miraflores
Campo de la Verdad-Miraflores es un barrio del Distrito Sur de Córdoba (España).

## Historia
En época árabe existió aquí un populoso arrabal llamado "arrabal de Saqunda".
Fernando III fundó en este barrio el convento de San Agustín, que después en 1328 se trasladó a su emplazamiento definitivo en la calle de Martín Quero.
El barrio debe su nombre a una batalla que enfrentó a las tropas de Pedro I el Cruel, que tenían sitiada la ciudad, y las tropas cordobesas partidarias de Enrique II de Trastámara. Alfonso Fernández de Montemayor, que capitaneaba las tropas cordobesas, fue acusado de traición. Su madre le preguntó si era cierto que iba al campo de batalla para entregar la ciudad, a lo que él respondió "en el campo se verá la verdad". Una vez en el puente, preguntó a sus tropas si alguien quería regresar a la ciudad, pues todo aquel que lo siguiera regresaría victorioso o muerto. Cumpliendo su palabra, una vez se pusieron en marcha, mandó volar el último arco del puente (el que conecta con la torre de la Calahorra).
De esta manera, esta batalla, de la que los cordobeses salieron victoriosos, tomó el nombre de batalla del Campo de la Verdad, y el escenario de la misma pasó a ser conocido como "Campo de la Verdad". 